# Liste der Landschaftsschutzgebiete im Landkreis Schaumburg
Die Liste der Landschaftsschutzgebiete im Landkreis Schaumburg enthält die Landschaftsschutzgebiete des Landkreises Schaumburg in Niedersachsen.
| Bild                                             | Nummer        | Bezeichnung des Gebietes                               | Fläche in Hektar | WDPA-ID | Koordinaten | Datum der Verordnung |
| ------------------------------------------------ | ------------- | ------------------------------------------------------ | ---------------- | ------- | ----------- | -------------------- |
| LSG Fohlenstall - Haster Wald am Mittellandkanal | LSG SHG 00002 | Fohlenstall - Haster Wald                              | 980,00           | 320842  | Position    | 1969                 |
|                                                  | LSG SHG 00003 | Düdinghäuser Berg - Aueniederung                       | 467,00           | 320449  | Position    | 1981                 |
| Weg auf dem Berg Harrl                           | LSG SHG 00004 | Harrl                                                  | 380,00           | 321393  | Position    | 1974                 |
|                                                  | LSG SHG 00005 | Bückeburg-West/Sandfurth                               | 559,40           | 320156  | Position    | 1989                 |
|                                                  | LSG SHG 00006 | Stadthagen-Süd/Bergehalden                             | 250,00           | 324762  | Position    | 1978                 |
|                                                  | LSG SHG 00007 | Obere Gehle-Levesen                                    | 160,00           | 323338  | Position    | 1978                 |
| weitere Bilder                                   | LSG SHG 00008 | Bückeberge                                             | 4972,00          | 320154  | Position    | 1985                 |
| weitere Bilder                                   | LSG SHG 00009 | Schaumburger Wald                                      | 5323,00          | 324123  | Position    | 1979                 |
|                                                  | LSG SHG 00010 | Auetal                                                 | 997,20           | 319699  | Position    | 1992                 |
|                                                  | LSG SHG 00011 | Wesertal im Bereich der Stadt Rinteln                  | 1009,30          | 325799  | Position    | 1980                 |
|                                                  | LSG SHG 00012 | Lipper Bergland                                        | 3524,40          | 322630  | Position    | 1986                 |
| Papenbrink Blickrichtung Porta-Westfalica        | LSG SHG 00013 | Wesergebirge                                           | 2850,70          | 325792  | Position    | 1980                 |
|                                                  | LSG SHG 00014 | Feuchtgebiet internationaler Bedeutung Steinhuder Meer | 398,80           | 320787  | Position    | 1981                 |
| weitere Bilder                                   | LSG SHG 00015 | Hohenholz                                              | 18,80            | 321698  | Position    | 1967                 |
| weitere Bilder                                   | LSG SHG 00016 | Süntel                                                 | 1125,00          | 324963  | Position    | 1968                 |
| weitere Bilder                                   | LSG SHG 00017 | Süd-Deister                                            | 1943,00          | 324902  | Position    | 1967                 |
| An der Mühlenaue im LSG Rehren/Horsten           | LSG SHG 00018 | Rehren/Horsten                                         | 227,00           | 323778  | Position    | 1985                 |
|                                                  | LSG SHG 00019 | Bückeburger Niederung                                  | 535,00           | 320155  | Position    | 1986                 |
| Altebusch                                        | LSG SHG 00020 | Alter Rodenberg/Altebusch                              | 305,40           | 319556  | Position    | 2000                 |